# مؤتمر كربلاء
مؤتمر كربلاء مؤتمر شعبي عقد في مدينة كربلاء بعد أن أغارَت فرقة من إخوان من طاع الله على منطقة جنوب الناصرية سنة 1922، كان المؤتمر برئاسة المرجع محمد مهدي الخالصي بتاريخ 8 نيسان إلى 13 نيسان 1922 الموافق 15 شعبان 1340 هـ وقد حضره رؤساء عشائر ورجال دين من السنة والشيعة فبلغ عدد الحضور ما يقارب 200000 شخص.

## تفاصيل
بعد هجوم إخوان من طاع الله في آذار 1922 اقترح الشيخ محمد الخالصي أقامة مؤتمر ليضم القوميات والاديان والطوائف المتعددة في العراق بالإضافة إلى الحكومة والمعارضة لمواجهة هجوم آخر وكان عدد من رجال الدين وأصحاب الرأي قد اشتركوا في التحضير للمؤتمر، منهم الحسن الأصفهاني ومحمد علي بحر العلوم والشيخ عبد الكريم الجزائري والشيح محمد جواد صاحب الجواهر والشيخ عبد الرضا الشيخ راضي والشيخ محمد باقر الشبيبي وغيرهم، فضلاً عن وجهاء ورؤساء العشائر، كما شاركت وفود من بغداد يتقدمهم عبد الوهاب النائب وإبراهيم الراوي وأحمد الشيخ داود وعبد الجليل الجميل ومن الكاظمية برئاسة الشيخ مهدي الخالصي ومن الموصل برئاسة مولود مخلص ومعه سعيد الحاج ثابت وأيوب عبد الله وثابت عبد النور وعجيل الياور ومحمد أغا وقد خول أهالي تكريت والشرقاط مولود مخلص بتمثيلهم في المؤتمر، ومن العمارة برئاسة الشيخ فالح الصيهود ومحمد علي العريبي ومجيد الخليفة وعثمان اليسر وشواي الفهد ومحمد الحطاب وشاركت وفود من الناصرية  والسماوة والحلة وسامراء وبعقوبة فضلاً عن سادات ورؤساء العشائر العراقية وأبناء المدن ورجالات الحركة الوطنية وقدر عدد الحاضرين في كربلاء بما يقارب (200000) نسمة.

## قرارات المؤتمر
- وجوب الدفاع عن البلاد من هجمات الأخوان.
- الثقة بسياسة الملك فيصل.
- طلب تعويضات المنهوبات ودّيات القتلى. وتم كذلك رفع برقية إلى الملك فيصل تتضمن أهم الأفكار التي نوقشت في المؤتمر مع قراراته.[16]

وفي الخامس عشر من شعبان، والثاني عشر من نيسان، عقد المؤتمرون اجتماعهم الأخير في صحن الامام الحسين بن علي، ووقع الرؤساء والزعماء وثيقة بنسختين لترفع الأولى إلى الملك، وتحفظ الثانية لدى العلماء وهي:
بسم الله الرحمن الرحيم

نحن الموقعين أدناه: سادات وزعماء وأشراف مدن العراق، أصالة عن أنفسنا ونيابة عن ممثلينا تلبية لدعوة حجج الإسلام دامت برکاتهم الذين يمثلونا والرأي العام الإسلامي قد حضرنا الاجتماعات المنعقدة في كربلاء للنظر في قضية الاخوان، تلك الاجتماعات المبتدئة من العاشر شعبان والمنتهية بالخامس عشر منه سنة الالف والثلاثمائة وأربعين، وبناء على ما أوقعه الخوارج الاخوان باخواننا المسلمين من الأعمال الوحشية، من القتل، والسلب، والنهب، قد اتفقت كلمتنا، كيث لم يتخلف منا أحد، في كل ما تقتضيه مصلحة بلادنا عامة، وحفظ المشاهد المقدسة، وقبور الاولیاء خاصة وسلامتها من جميع طوارئ العدوان، وعلى الأخص عادية الإخوان، وقررنا معاونة القبائل بكل ما في وسعنا واستطاعتنا المدافعة الخوارج الأخوان ومقاتلتهم، العائد أمر تدبيرها لارادة الملك فيصل الأول، الساهر على حفظ استقلال بلادنا، وبناء على تعلقنا بعرش السدة الملوكية فاننا نطلب من جلالته إسعاف مطلوب الأمة في أمر القتلى والمنهوبات التي أوقعها الخوارج الاخوان حسب القوانين المرعية. وقد نظمنا بذلك نسختين: فقدمنا واحدة منها لاعتاب الملك، والثانية للعلماء: الاعلام والله المستعان.
وقد أعجب الملك فيصل الأول بهذه البرقية فأرسل اليهم برقية وهي:
إلى حضرات حجج الإسلام العلماء الاعلام والرؤساء الكرام -کربلاء- لقد بلغنا ما تحلى به اجتماعكم هذا التاريخي من مظاهر الحمية الشريفة، والوطنية الصادقة ومآثر الحكمة والروية، وما أظهرتموه من الإخلاص نحونا، جزاكم الله عنا، وعن الدين والوطن والامة خير الجزاء، وإنا نبتهل إلى الباري عز وجل أن يوفقنا واياكم لما فيه حفظ کیان الوطن المحبوب، وتعزيز كلمة الامة، واعلاء شأنها والله خير مجيب والسلام عليكم اجمعين

بغداد ۱۰ شعبان ۱٣٤٠ - ۱۲ نیسان ۱۹۲٢.